# Bagheria
Bagheria (sicilianska: Baarìa) är en stad och en kommun i storstadsregionen Palermo, innan 2015 i provinsen Palermo, på Sicilien. Staden har 55 047 innevånare (2017). Bagheria gränsar till kommunerna Ficarazzi, Misilmeri, Palermo och  Santa Flavia.

## Frazioni
Bagherias frazioni är Aspra och Mongerbino. 

## Personer från
- Dacia Maraini (1936)
- Giuseppe Tornatore (1956)